# Scripta Theologica
Scripta Theologica é uma revista acadêmica espanhola de teologia semestral fundada em 1969. É publicada pela Faculdade de Teologia da Universidade de Navarra. O editor-chefe é César Izquierdo.